# Caiac canoe la Jocurile Olimpice de vară din 2024 - K-4 500 m feminin
Proba feminină de canoe K-4 500 de metri de la Jocurile Olimpice de vară din 2024 a avut loc în perioada 6-8 august 2024 pe Stadionul Nautic Olimpic Național din Île-de-France, aflat la aproximativ 30 de kilometri de Paris.

## Program
Orele sunt ora Franței (UTC+1) 
| Data                 | Timp        | Etapă             |
| -------------------- | ----------- | ----------------- |
| Marți, 6 august 2024 | 10:00       | Serii             |
| Joi, 8 august 2024   | 11:40 13:40 | Semifinale Finala |

## Rezultate

### Serii

#### Seria 1
| Loc | Culoar | Canotoare                                                                   | Țară          | Timp    | Note |
| --- | ------ | --------------------------------------------------------------------------- | ------------- | ------- | ---- |
| 1   | 6      | Lisa Carrington Alicia Hoskin Olivia Brett Tara Vaughan                     | Noua Zeelandă | 1:32,40 | FA   |
| 2   | 4      | Sara Ouzande Estefanía Fernández Carolina García Teresa Portela             | Spania        | 1:32,92 | FA   |
| 3   | 5      | Karolina Naja Anna Puławska Adrianna Kąkol Dominika Putto                   | Polonia       | 1:33,87 | FA   |
| 4   | 7      | Maria Virik Anna Margrete Sletsjoe Hedda Oritsland Kristine Strand Amundsen | Norvegia      | 1:34,28 | CSE  |
| 5   | 3      | Anastazija Bajuk Milica Novaković Marija Dostanić Dunja Stanojev            | Serbia        | 1:36,40 | CSE  |

#### Seria 2
| Loc | Culoar | Canotoare                                                              | Țară      | Timp    | Note |
| --- | ------ | ---------------------------------------------------------------------- | --------- | ------- | ---- |
| 1   | 5      | Paulina Paszek Jule Hake Pauline Jagsch Sarah Brüßler                  | Germania  | 1:32,34 | FA   |
| 2   | 6      | Noémi Pupp Sára Fojt Tamara Csipes Alida Dóra Gazsó                    | Ungaria   | 1:33,42 | FA   |
| 3   | 4      | Li Dongyin Yin Mengdie Wang Nan Sun Yuewen                             | China     | 1:33,64 | FA   |
| 4   | 3      | Ella Beere Alyssa Bull Alexandra Clarke Yale Steinpreis                | Australia | 1:34,60 | CSE  |
| 5   | 7      | Courtney Stott Natalie Davison Riley Melanson Toshka Besharah-Hrebacka | Canada    | 1:37,87 | CSE  |

### Semifinala
| Loc | Culoar | Canotoare                                                                   | Țară      | Timp    | Note |
| --- | ------ | --------------------------------------------------------------------------- | --------- | ------- | ---- |
| 1   | 4      | Ella Beere Alyssa Bull Alexandra Clarke Yale Steinpreis                     | Australia | 1:34,25 | FA   |
| 2   | 5      | Maria Virik Anna Margrete Sletsjoe Hedda Oritsland Kristine Strand Amundsen | Norvegia  | 1:34,77 | FA   |
| 3   | 3      | Anastazija Bajuk Milica Novaković Marija Dostanić Dunja Stanojev            | Serbia    | 1:35,25 |      |
| 4   | 6      | Courtney Stott Natalie Davison Riley Melanson Toshka Besharah-Hrebacka      | Canada    | 1:39,24 |      |

### Finala
| Loc | Culoar | Canotoare                                                                   | Țară          | Timp    | Note |
| --- | ------ | --------------------------------------------------------------------------- | ------------- | ------- | ---- |
| 1   | 5      | Lisa Carrington Alicia Hoskin Olivia Brett Tara Vaughan                     | Noua Zeelandă | 1:32,20 |      |
| 2   | 4      | Paulina Paszek Jule Hake Pauline Jagsch Sarah Brüßler                       | Germania      | 1:32,62 |      |
| 3   | 6      | Noémi Pupp Sára Fojt Tamara Csipes Alida Dóra Gazsó                         | Ungaria       | 1:32,93 |      |
| 4   | 7      | Karolina Naja Anna Puławska Adrianna Kąkol Dominika Putto                   | Polonia       | 1:33,17 |      |
| 5   | 2      | Li Dongyin Yin Mengdie Wang Nan Sun Yuewen                                  | China         | 1:33,57 |      |
| 6   | 3      | Sara Ouzande Estefanía Fernández Carolina García Teresa Portela             | Spania        | 1:34,51 |      |
| 7   | 1      | Maria Virik Anna Margrete Sletsjoe Hedda Oritsland Kristine Strand Amundsen | Norvegia      | 1:35,02 |      |
| 8   | 8      | Ella Beere Alyssa Bull Alexandra Clarke Yale Steinpreis                     | Australia     | 1:35,96 |      |